# Équipe du Canada masculine de volley-ball
Cet article traite de l'équipe masculine. Pour l'équipe féminine, voir Équipe du Canada féminine de volley-ball.
 (août 2024).
Si vous disposez d'ouvrages ou d'articles de référence ou si vous connaissez des sites web de qualité traitant du thème abordé ici, merci de compléter l'article en donnant les références utiles à sa vérifiabilité et en les liant à la section « Notes et références ».
L'équipe du Canada de volley-ball est composée des meilleurs joueurs canadiens sélectionnés par la Fédération canadienne de volley-ball (Volleyball Canada, FCV). Elle est actuellement classée au 14e rang de la Fédération internationale de volley-ball au 19 juillet 2022.

## Sélection actuelle
Joueurs sélectionnés pour la Ligue des nations 2025:
| No                         | Nom                        | Date de naissance          | Taille | Poids | Poste                        | Club                         |
| -------------------------- | -------------------------- | -------------------------- | ------ | ----- | ---------------------------- | ---------------------------- |
| 1                          | Daenan Gyimah              | 15 janvier 1998            | 200    | 90    | Central                      | Arago de Sète                |
| 2                          | Luke Herr                  | 18 juillet 1994            | 194    | 82    | Passeur                      | Prisma Tarente               |
| 5                          | Brodie Hofer               | 27 avril 2000              | 199    | 92    | Réceptionneur-attaquant      | Czarni Radom                 |
| 8                          | Mason Greves               | 26 février 2003            | 186    | 75    | Passeur                      | Thunderbirds de l'UCB        |
| 10                         | Ryan Sclater               | 10 février 1994            | 200    | 92    | Attaquant                    | Tours VB                     |
| 11                         | Xander Ketrzynski          | 27 janvier 2000            | 208    | 100   | Attaquant                    | SVG Lunebourg                |
| 13                         | Maxwell Elgert             | 31 août 1998               | 191    | 92    | Passeur                      | Panathinaïkós                |
| 15                         | Jackson Young              | 29 juillet 2001            | 195    | 92    | Réceptionneur-attaquant      | VfB Friedrichshafen          |
| 16                         | Jordan Schnitzer           | 28 juillet 1999            | 198    | 85    | Central                      | Powervolley Milan            |
| 18                         | Justin Lui                 | 8 mai 2000                 | 177    | 77    | Libero                       | Dukla Liberec                |
| 22                         | Isaac Heslinga             | 22 janvier 2002            | 200    | 97    | Réceptionneur-attaquant      | Golden Bears de l'Alberta    |
| 33                         | Fynn McCarthy              | 4 décembre 1999            | 200    | 101   | Central                      | LKPS Lublin                  |
| 97                         | Landon Currie              | 16 octobre 1999            | 176    |       | Libero                       | VC Maaseik                   |
| 99                         | Skyler Varga               | 6 mars 2003                | 200    |       | Réceptionneur-attaquant      | 49ers de Long Beach State    |
|                            |                            |                            |        |       |                              |                              |
| Encadrement technique      | Encadrement technique      |                            |        |       | Légende                      | Légende                      |
| Entraîneur : Daniel Lewis  | Entraîneur : Daniel Lewis  | Entraîneur : Daniel Lewis  |        |       | : Capitaine                  | : Capitaine                  |
| Entraîneur(s) adjoint(s) : | Entraîneur(s) adjoint(s) : | Entraîneur(s) adjoint(s) : |        |       | : Joueur blessé actuellement | : Joueur blessé actuellement |

## Palmarès et parcours

### Palmarès
- Ligue mondiale
  - Troisième : 2017
- Jeux Pan-Américains
  - Troisième : 1979, 1999, 2015
- Championnat d'Amérique du Nord
  - Vainqueur : 2015
  - Finaliste : 1979, 1983, 1989, 2003, 2013, 2021
  - Troisième : 1973, 1977, 1981, 1985, 1987, 1991, 1993, 1995, 1997, 1999, 2001, 2005, 2011, 2017, 2019
- Coupe panaméricaine
  - Finaliste : 2008, 2009, 2021
  - Troisième : 2006, 2011, 2016

### Parcours

#### Jeux Olympiques
- 1964 : Non qualifié
- 1968 : Non qualifié
- 1972 : Non qualifié
- 1976 : 9e
- 1980 : Non qualifié
- 1984 : 4e
- 1988 : Non qualifié
- 1992 : 10e
- 1996 : Non qualifié
- 2000 : Non qualifié
- 2004 : Non qualifié
- 2008 : Non qualifié
- 2012 : Non qualifié
- 2016 : 5e
- 2020 : 8e
- 2024 : 10e

#### Championnats du monde
- 1949 : Non qualifié
- 1952 : Non qualifié
- 1956 : Non qualifié
- 1960 : Non qualifié
- 1962 : Non qualifié
- 1966 : Non qualifié
- 1970 : Non qualifié
- 1974 : 20e
- 1978 : 20e
- 1982 : 11e
- 1986 : Non qualifié
- 1990 : 12e
- 1994 : 9e
- 1998 : 12e
- 2002 : 17e
- 2006 : 11e
- 2010 : 19e
- 2014 : 7e
- 2018 : 9e
- 2022 : 17e
- 2025 : À venir

#### Ligue mondiale
- 1990 : non participant
- 1991 : 10e
- 1992 : 7e
- 1993 : non participant
- 1994 : non participant
- 1995 : non participant
- 1996 : non participant
- 1997 : non participant
- 1998 : non participant
- 1999 : 8e
- 2000 : 10e
- 2001 : non participant
- 2002 : non participant
- 2003 : non participant
- 2004 : non participant
- 2005 : non participant
- 2006 : non participant
- 2007 : 13e
- 2008 : non participant
- 2009 : non participant
- 2010 : non participant
- 2011 : non participant
- 2012 : 12e
- 2013 : 5e
- 2014 : 13e
- 2015 : 15e
- 2016 : 13e
- 2017 : 3e

#### Ligue des nations
- 2018 : 7e
- 2019 : 9e
- 2021 : 8e
- 2022 : 15e
- 2023 : 12e
- 2024 : 6e

#### Coupe du monde
- 1965 : non participant
- 1969 : non participant
- 1977 : 12e
- 1981 : non participant
- 1985 : non participant
- 1989 : non participant
- 1991 : non participant
- 1995 : 9e
- 1999 : 8e
- 2003 : 7e
- 2007 : non participant
- 2011 : non participant
- 2015 : 7e
- 2019 : 9e

#### Jeux Pan-Américains
- 1955 : non participant
- 1959 : 6e
- 1963 : non participant
- 1967 : 6e
- 1971 : 9e
- 1975 : non participant
- 1979 : 3e
- 1983 : 5e
- 1987 : 5e
- 1991 : 6e
- 1995 : 5e
- 1999 : 3e
- 2003 : 5e
- 2007 : 7e
- 2011 : 6e
- 2015 : 3e
- 2019 : non participant
- 2023 : non participant

#### Championnat d'Amérique du Nord
- 1969 : 4e
- 1971 : non participant
- 1973 : 3e
- 1975 : 4e
- 1977 : 3e
- 1979 : Finaliste
- 1981 : 3e
- 1983 : Finaliste
- 1985 : 3e
- 1987 : 3e
- 1989 : Finaliste
- 1991 : 3e
- 1993 : 3e
- 1995 : 3e
- 1997 : 3e
- 1999 : 3e
- 2001 : 3e
- 2003 : Finaliste
- 2005 : 3e
- 2007 : 4e
- 2009 : 4e
- 2011 : 3e
- 2013 : Finaliste
- 2015 : Vainqueur
- 2017 : 3e
- 2019 : 3e
- 2021 : Finaliste
- 2023 : Finaliste

#### Copa America
- 1998 : 6e
- 1999 : 5e
- 2000 : 5e
- 2001 : 6e
- 2005 : 5e
- 2007 : 5e
- 2008 : non participant

#### Coupe panaméricaine
- 2006 : 3e
- 2007 : 4e
- 2008 : Finaliste
- 2009 : Finaliste
- 2010 : 5e
- 2011 : 3e
- 2012 : 6e
- 2013 : Non participante
- 2014 : 7e
- 2015 : 4e
- 2016 : 3e
- 2017 : 4e
- 2018 : 6e
- 2019 : 7e
- 2021 : Finaliste
- 2022 : Finaliste
- 2023 : Vainqueur
- 2024 : Vainqueur